# Valli Ossolane (Wein)
Valli Ossolane ist eine Denomination in der norditalienischen Region Piemont für verschiedene Weiß- und Rotweine, die 2009 eine „kontrollierte Herkunftsbezeichnung“ (Denominazione di origine controllata – DOC) erhalten hat, die zuletzt am 7. März 2014 aktualisiert wurde. Namensgebend ist das Val d’Ossola. Der Name stammt von „Oscella Lepontiorum“, dem antiken Namen des heutigen Domodossola.

## Anbau

Die Region Piemont und ihre Provinzen

Das Produktionsgebiet gehört zu einem historisch bedeutenden Weingebiet, das sich an den letzten Ausläufern der Alpen zu beiden Seiten des Flusses Sesia in den Provinzen Vercelli und Novara befindet. Hier befinden sich zehn DOP Weinzonen, vertreten durch das Schutzkonsortium „Consorzio Tutela Nebbioli – Alto Piemonte“: Gattinara DOCG, Ghemme DOCG, Boca DOC, Bramaterra DOC, Colline Novaresi DOC, Coste della Sesia DOC, Fara DOC, Lessona DOC, Sizzano DOC, Valli Ossolane DOC. Die DOC Valli Ossolane gehört zu den kleinsten Denominationen Italiens und befindet sich in auf dem Boden der Kommunen: Beura-Cardezza, Bognanco, Crevoladossola, Crodo, Domodossola, Masera, Montecrestese, Montescheno, Pallanzeno, Piedimulera, Pieve Vergonte, Premosello-Chiovenda, Ornavasso, Trontano, Viganella, Villadossola, Vogogna (Provinz Verbano-Cusio-Ossola).  Die prägende Rebsorte für die Weine dieser Gebiete ist der Nebbiolo.

## Erzeugung
Das Regularium umfasst die Weine: Valli Ossolane Rosso, Valli Ossolane Bianco, Valli Ossolane Nebbiolo, Valli Ossolane Nebbiolo Superiore.
Vorgeschriebene Rebsorten:
- Valli Ossolane Rosso:

Nebbiolo, Croatina, Merlot (einzeln oder zusammen mindestens 60 %), andere rote Rebsorten bis 40 %, Hektarhöchstertrag: 8 t/ha, Produktionshöchstmenge: 56 hl/ha
- Valli Ossolane Bianco:

Chardonnay (mindestens 60 %), andere weiße Rebsorten bis 40 %, Hektarhöchstertrag: 8 t/ha, Produktionshöchstmenge: 56 hl/ha
- Valli Ossolane Nebbiolo:

Nebbiolo 85 %, andere rote Rebsorten bis 15 % Hektarhöchstertrag: 8 t/ha, Produktionshöchstmenge: 56 hl/ha
- Valli Ossolane Nebbiolo Superiore:

Nebbiolo (mindestens 85 %), andere nicht näher angegebene rote Rebsorten bis 15 %, Hektarhöchstertrag: 7 t/ha, Produktionshöchstmenge: 49 hl/ha. Die vorgeschriebene Reifungsdauer für den Nebbiolo Superiore beträgt 13 Monate (davon 6 im Holzfass).

## Beschreibung
Laut Denomination (Auszug):

### Valli Ossolane Rosso
- Farbe: rubinrot, intensiv, tendiert zu granatrot
- Geruch: charakteristischer Duft, intensiv
- Geschmack: trocken, harmonisch
- Alkoholgehalt: mindestens 11 %
- Gesamtsäure: mindestens 5 g/l
- Trockenextraktgehalt: mindestens 20 g/l

### Valli Ossolane Bianco
- Farbe: strohgelb, mehr oder weniger intensiv
- Geruch: fruchtbetont, fein, angenehm
- Geschmack: trocken, harmonisch
- Alkoholgehalt: mindestens 11 %
- Gesamtsäure: mindestens 5 g/l
- Trockenextraktgehalt: mindestens 19 g/l

### Valli Ossolane Nebbiolo
- Farbe: granatrot, mehr oder weniger intensiv
- Geruch: fruchtbetont, fein, angenehm
- Geschmack: trocken, harmonisch
- Alkoholgehalt: mindestens 11 %
- Gesamtsäure: mindestens 4,5 g/l
- Trockenextraktgehalt: mindestens 20 g/l

### Valli Ossolane Nebbiolo Superiore
- Farbe: granatrot, mehr oder weniger intensiv
- Geruch: fruchtbetont, fein, angenehm
- Geschmack: trocken, harmonisch
- Alkoholgehalt: mindestens 11,5 %
- Gesamtsäure: mindestens 4,5 g/l
- Trockenextraktgehalt: mindestens 22 g/l